# Сосновый (Мозырский район)
Сосновый (бел. Сасновы) — посёлок, с 19 марта 1975 года в Каменском сельсовете Мозырского района Гомельской области Республики Беларусь.

## История
Основан в 1960-е годы как посёлок геологов. С 1967 года работает геофизическая экспедиция. Расположены клуб, фельдшерско-акушерский пункт, отделение связи. Застройка кирпичная.

## Население

### Численность
- 2004 год — 232 хозяйства, 692 жителя.

### Динамика
- 2004 год — 232 хозяйства, 692 жителя.